# Роскоммон

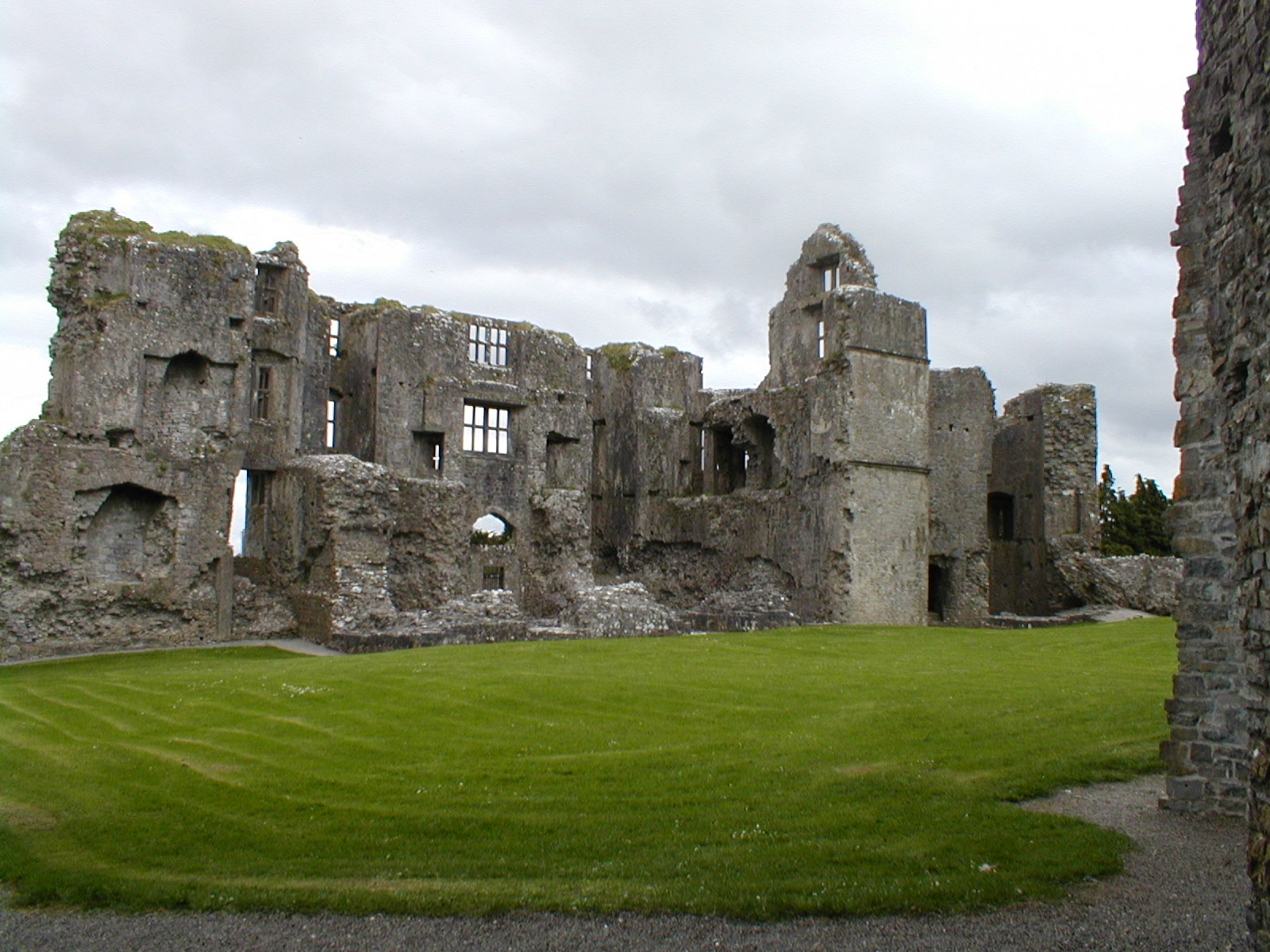
Замок Роскоммон

Роскоммон (англ. Roscommon; ирл. Ros Comáin, «лес святого Комана») — (переписной) посёлок в Ирландии, административный центр графства Роскоммон (провинция Коннахт), а также его крупнейший город.
Местная железнодорожная станция была открыта 13 февраля 1860 года.

## Демография
Население — 5017 человек (по переписи 2006 года). В 2002 году население составляло 4489.
Данные переписи 2006 года:
| Общие демографические показатели |               |                               |                               |      |      |
| Всё население                    | Всё население | Изменения населения 2002—2006 | Изменения населения 2002—2006 | 2006 | 2006 |
| 2002                             | 2006          | чел.                          | %                             | муж. | жен. |
| 4489                             | 5017          | 528                           | 11,8                          | 2521 | 2496 |

В нижеприводимых таблицах сумма всех ответов (столбец «сумма»), как правило, меньше общего населения населённого пункта (столбец «2006»).
| Религия (Тема 2 — 5 : Число людей по религиям, 2006) |             |                |             |            |       |      |
| Католики, чел.                                       | Католики, % | Другая религия | Без религии | не указано | сумма | 2006 |
| 4492                                                 | 89,5        | 320            | 142         | 63         | 5017  | 5017 |

| Этно-расовый состав (Этничность. Тема 2 — 3 : Постоянное население по этническому или культурному происхождению, 2006) |            |              |       |        |        |            |       |       |
| Белые ирландцы | Лухт-шулта | Другие белые | Негры | Азиаты | Другие | Не указано | сумма | 2006  |
| 3856 | 33         | 606          | 25    | 94     | 286    | 55         | 4955  | 5017  |
| Доля от всех отвечавших на вопрос, %                                                                                   |            |              |       |        |        |            |       |       |
| 77,8 | 0,7        | 12,2         | 0,5   | 1,9    | 5,8    | 1,1        | 100   | 98,81 |

1 — доля отвечавших на вопрос о языке от всего населения.
| Владение ирландским языком (Тема 3 — 1 : Число людей от 3 лет и старше по способности говорить по-ирландски, 2006) |      |            |       |       |
| Владеете ли Вы ирландским языком?                                                                                  |      |            |       |       |
| Да | Нет  | Не указано | сумма | 2006  |
| 2032 | 2664 | 102        | 4798  | 5017  |
| Доля от всех отвечавших на вопрос о языке, %                                                                       |      |            |       |       |
| 42,4 | 55,5 | 2,1        | 100   | 95,61 |

1 — доля отвечавших на вопрос о языке от всего населения.
| Использование ирландского языка (Тема 3 — 2 : Говорящие по-ирландски от 3 лет и старше по частоте использования ирландского языка, 2006) |                                                            |                                               |                                               |                                               |                                               |                                               |       |                                     |      |
| Как часто и где Вы говорите по-ирландски?                                                                                                |                                                            |                                               |                                               |                                               |                                               |                                               |       |                                     |      |
| ежедневно, только в образовательных учреждениях                                                                                          | ежедневно, как в образовательных учреждениях, так и вне их | в других местах (вне образовательной системы) | в других местах (вне образовательной системы) | в других местах (вне образовательной системы) | в других местах (вне образовательной системы) | в других местах (вне образовательной системы) | сумма | всего, отвечавших на вопрос о языке | 2006 |
| ежедневно, только в образовательных учреждениях                                                                                          | ежедневно, как в образовательных учреждениях, так и вне их | ежедневно                                     | каждую неделю                                 | реже                                          | никогда                                       | не указано                                    | сумма | всего, отвечавших на вопрос о языке | 2006 |
| 555 | 16                                                         | 43                                            | 125                                           | 743                                           | 519                                           | 31                                            | 2032  | 4798                                | 5017 |
| Доля от всех отвечавших на вопрос о языке, %                                                                                             |                                                            |                                               |                                               |                                               |                                               |                                               |       |                                     |      |
| 11,6 | 0,3                                                        | 0,9                                           | 2,6                                           | 15,5                                          | 10,8                                          | 0,6                                           | 42,4  | 100                                 |      |

| Типы частных жилищ (Тема 6 — 1(a) : Число частных домовладений по типу размещения, 2006) |          |         |                 |            |       |      |
| Отдельный дом                                                                            | Квартира | Комната | Переносные дома | не указано | сумма | 2006 |
| 1501                                                                                     | 145      | 10      | 1               | 47         | 1704  | 5017 |